# حي كدي
حي كدي هو أحد الأحياء القديمة في مدينة مكة بالمملكة العربية السعودية، وهو قريب من منطقة المسفلة. يشتهر هذا الحي بوجود سوق مركزي كبير يسمى سوق مكة الدولي به عدد كبير من المحلات التجارية العالمية وعدد من المطاعم وجلسات للعائلات لكنه أزيل حالياً، كما يشتهر حي كدي بوجود منطقة لتعبئة ماء زمزم، وهو مشروع خادم الحرمين الشريفين لسقيا زمزم حيث تم سحب مياه زمزم إليه لقلة سكانه وسعة أرضه لكي يتسنى للجميع الذهاب إلى هناك، ويوجد به منطقة مواقف للباصات للذهاب من وإلى الحرم خاصة في مواسم الذروة مثل رمضان وموسم الحج، لتفادي ازدحام السيارات الصغيرة في منطقة الحرم.